# Albert Günther
Albert Carl Ludwig Gotthilf Günther (Esslingen sul Neckar, 3 ottobre 1830 – South Stoke, 11 febbraio 1914) è stato uno zoologo tedesco.

## Biografia
Dopo aver studiato teologia a Tubinga si dedicò agli studi di Medicina prima a Bonn e quindi a Berlino.
Nel 1857, seguendo la sua inclinazione per gli studi di storia naturale, iniziò una collaborazione con John Edward Gray, all'epoca direttore del Dipartimento di zoologia del Museo di storia naturale di Londra. Nel 1867 divenne membro della Royal Society delle Scienze. Alla morte di Gray, nel 1875, gli successe alla direzione del Dipartimento di zoologia del Museo.
Dal 1896 al 1900 fu direttore della Linnean Society di Londra.
| Günther è l'abbreviazione standard utilizzata per le specie animali descritte da Albert Günther. Categoria:Taxa classificati da Albert Günther |

## Opere
- 1858: Catalogue of the Batrachia Salientia in the collection of the British Museum. Londres.
- 1860: Catalogue of the acanthopterygian fishes in the collection of the British Museum. 2. Squamipinnes, Cirrhitidae, Triglidae, Trachinidae, Sciaenidae, Polynemidae, Sphyraenidae, Trichiuridae, Scombridae, Carangidae, Xiphiidae. Londres: i-xxi + 1-548.
- 1861: Catalogue of the acanthopterygian fishes in the collection of the British Museum. 3. Gobiidae, Discoboli, Pediculati, Blenniidae, Labyrinthici, Mugilidae, Notacanthi. Londres: i–xxv + 1–586 + i–x.
- 1863: On new specimens of Snakes in the collection of the British Museum. Sep. Annals Mag. Nat. Hist., 1-6.
- 1863: Third account of new species of snakes in the collection of the British Museum. Sep. Annals Mag. Nat. Hist., 1-17.
- 1864: Report on a collection of Reptiles and Fishes made by Dr. Kirk in the Zambesi and Nyassa regions. Sep. Proceed. Zool. Soc. London, 1-12.
- 1864: Descriptions of new species of Batrachians from West Africa. Sep. Proceed. Zool. Soc. London, 1-4.
- 1865: Fourth account of new species of snakes in the collection of the British Museum. Sep. Annals Mag. Nat. Hist., 1-10.
- 1867: Contribution to the anatomy of Hatteria (Rhynchocephalus, Owen). Sep. Philosophical Transactions, II: 1-36.
- 1867: Descriptions of some new or little-known species of Fishes in the collection of the British Museum. Proceedings of the Zoological Society of London, Jan. 24: 99-104.
- 1868: First account of species of tailless Batrachians added to the collection of the British Museum. Proceed. Zool. Soc. London, III: 478-490.
- 1868: Sixth account of new species of snakes in the collection of the British Museum. Sep. Annals Mag. Nat. Hist., 1-17.
- 1868: First account of species of Tailless Batrachians added to the collection of the British Museum. Proceedings of the Zoological Society of London (III), June 25: 478-490.
- 1868: Report on a collection of Fishes made at St. Helena by J.C. Meliss. Proceedings of the Zoological Society of London (II): 225-228.
- 1868: Descriptions of freshwater Fishes made from Surinam and Brazil. Proceedings of the Zoological Society of London (II): 229-246.
- 1872: Seventh account of new species of snakes in the collection of the British Museum. Annals Mag. Nat. Hist., 13-37.
- 1874: Description of a new European Species of Zootoca. Annals and Magazine of Natural History, August.
- 1874: Descriptions of some new or imperfectly known species of Reptiles from the Camaroon Mountains. Proceedings of the Zoological Society, London, June 16: 444-445.
- 1875: Second report on collection of Indian Reptiles obtained by the British Museum. Proceedings of the Zoological Society, London, March 16: 224-234.
- 1875: Third report on collections of Indian Reptiles obtained by the British Museum. Proceedings of the Zoological Society of London: 567-577.
- 1876: Statement regarding dr. Welwitsch's Angola Reptiles. Jornal de Sciencias Mathematicas, Physicas e Naturaes, Academia Real das Sciencias de Lisboa, V (20): 275-276.
- 1876: Notes on a small collection brought by Lieut. L. Cameron, from Angola. Proceedings of the Zoological Society of London, p. 678.
- 1876: Remarks on some Indian and, more especially, Bornean Mammals. Proceedings of the Zoological Society of London, III: 424-428.
- 1876: Carta para Bocage, do Zoological Department (British Museum), 26 de Junho, a falar de Welwitsch. Arquivo histórico do Museu Bocage, CE/G-88.
- 1877: Notice of two large extinct lizards formerly inhabiting the Mascarene Islands. Sep. Linnean Society's Journal - Zoology, vol. 13: 321-328.
- 1878: On Reptiles from Midian collected by Major Burton. Proceedings of the Zoological Society of London: 977-978. 1 estampa.
- 1879: The extinct reptiles of Rodriguez. Sep. Philosoph. Trans. Roy. Soc., 168 (extra-vol.), London: 470-472.
- 1879: List of the Mammals, Reptiles, and Batrachians sent by Mr. Everett from the Philippine Islands. Proceedings of the Zoological Society, London, January 14: 74-79.
- 1882: Observations on some rare Reptiles and a Batrachian now or lately living in the Society's Menagerie. Transactions of the Zoological Society, London VI, part VII (1): 215-222, pl. 42-46.
- 1885: Note on a supposed melanotic variety of the Leopard, from South Africa. Proceedings of the Zoological Society of London, March 3: 243-245, illustration de Felis leopardus.
- 1888: Contribution to the knowledge of Snakes of Tropical Africa. Annals Mag. Nat. Hist., (6), 1: 322-335. Ahoetulla bocagei, sp. nov.. Angola.
- 1888: Report on a collection of Reptiles and Batrachians sent by Emin Pasha from Monbuttu, Upper Congo. Proceed. Zool. Soc. London, 50-51.
- 1895: Notice of Reptiles and Batrachians collected in the Eastern Half of Tropical Africa. Annals Mag. Nat. Hist., (6) 15: 523-529.